# Знаменское (Торопецкий район)
Зна́менское — деревня в Торопецком районе Тверской области. Входит в состав Понизовского сельского поселения.

## Этимология
Название деревни образовано от находящейся в деревне церкви Иконы Божией Матери «Знамение».

## География
Деревня расположена в 5 км к юго-востоку от Торопца (по автодороге — 7 км). Находится на восточном берегу озера Соломенное.

## Улицы
Уличная сеть населённого пункта представлена тремя (3) улицами:
- ул. Набережная
- ул. Октябрьская
- ул. Первомайская

## История
В 18 — начале 19 века село Знаменское принадлежало Челищевым, во 2-й половине 1810-х годов перешло к декабристу И. В. Поджио, женатому на Е. Д. Челищевой.
В начале 1826 после поражения восстания декабристов в Знаменском были арестованы и отправлены в Петербург Поджио и его свояк декабрист В. Н. Лихарев. После амнистии декабристов (1856) в Знаменском некоторое время жил младший брат И. В. Поджио — А. В. Поджио.

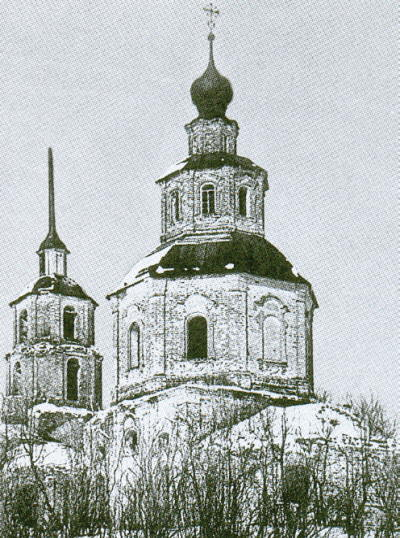
Знаменская церковь

В 1762 году в Знаменском была построена каменная церковь Знамения Божией Матери, приписанная к торопецкому Корсунскому собору. В настоящее время церковь разрушена и заброшена.

## Население
| 1989 | 2010 |
| ---- | ---- |
| 124  | ↘74  |

Историческая численность населения
В списке населённых мест Торопецкого уезда Псковской губернии за 1885 год значится усадьба Знаменское (5 дворов, 20 жителей).
Национальный состав
Согласно результатам переписи 2002 года, в национальной структуре населения русские составляли 89 % от жителей.

## Известные уроженцы, жители
Братья И. В. Поджио и А. В. Поджио, декабрист В. Н. Лихарев и др.

## Инфраструктура
Личное подсобное хозяйство. С 1972 в Знаменском — отделение звероводческого совхоза «Знаменский».

## Достопримечательности
В деревне находится Усадьба декабристов Поджио.

## Транспорт
Просёлочная дорога.